# El Morabito de Manzanilla

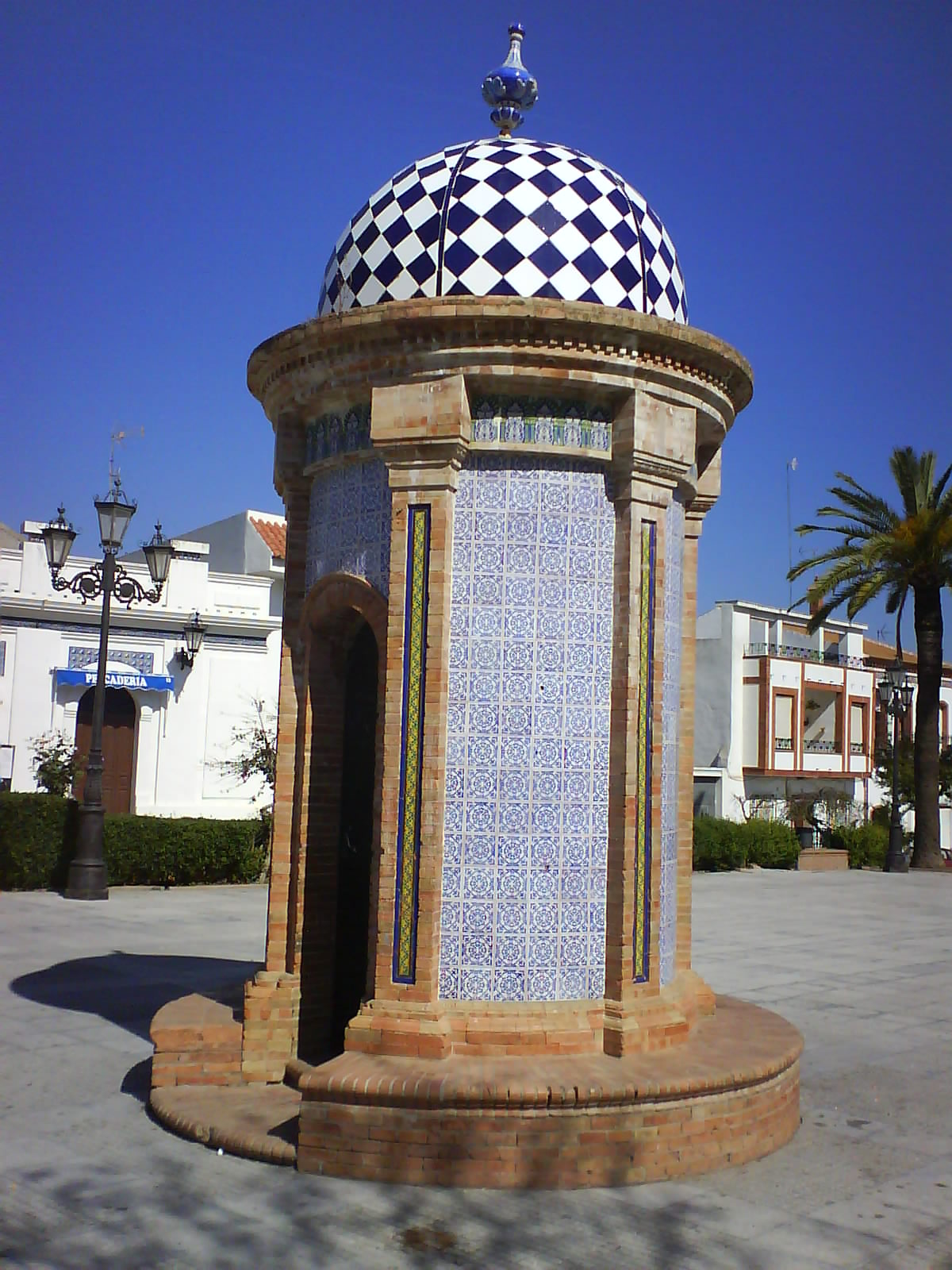
Vista del morabito.

El Morabito de Manzanilla es un monumento construido durante el primer tercio del siglo XX en la Plaza Mayor de Manzanilla, provincia de Huelva (Andalucía).

## Uso actual
Actualmente no tiene función alguna, salvo la puramente arquitectónica. En su interior se encuentra un pozo, que fue utilizado para regadíos en la Plaza Mayor.   